# SUNDAY FREESTYLE CAFÉ
SUNDAY FREESTYLE CAFÉ（サンデー・フリースタイル・カフェ）はCROSS FMで放送しているラジオ番組。放送開始は2006年4月2日。

## 概要
- 2008年10月より放送開始した日曜午前のワイド番組「green drive」に内包されるようになった。
  - スポンサーのついた番組では珍しく、間に「HEADLINE NEWS」「WEATHER INFORMATION」が放送される。
  - 「green drive」と基本的に内容は変わらない。ナビゲーターが映画の紹介などをする。
- 2007年6月より同局のオフィシャルカード「クロスクラブカード」がスポンサーとなり、番組タイトルも「CROSS CLUB CARD SUNDAY FREESTYLE CAFÉ」に改題された。
- 2007年9月までは1つの番組として放送されていた。
  - リスナーからの“フリースタイルな”メッセージを紹介しつつ、リクエストも含め様々なジャンルの音楽をオンエア。
  - 番組にメッセージを送る際、返信を希望すれば、ナビゲーターからの返信メールをもらうことができた。

## ナビゲーター
- ルーシー
「green drive」も担当。

### 過去のナビゲーター
- さとうともやす（2007年4月-2008年9月）
- 首藤真吾 （2006年4月2日-2007年3月）

## 主なコーナー

### 過去のコーナー
- 韓流エキスプレス
西日本新聞「韓流」と連動して、韓国にまつわる情報を、電話をつなぎ紹介してもらう。
- リサイクル・ヒッツ
身近にできる環境に優しい行動と、もとある曲をリサイクルしてできた曲（カヴァー曲）を紹介。